# Епископальная система церковного управления
Епископальная система церковного управления  — форма организации управления христианской церкви, основанная на иерархии епископов. Епископальная система противостоит пресвитерианской системе, в которой властные полномочия предоставлены коллегиальным органам, и конгрегационалистским конфессиям, в которых каждый церковный приход независим от каких-либо вышестоящих священнослужителей или религиозных организаций. Епископальная система (епископат) принята в большинстве христианских церквей: католической, православной, дохалкидонских, несторианской, лютеранской, англиканской и других.

## Епископат в исторических церквях
Исторически, до Великого раскола 1054 года, римская и византийская церкви являлись частями единой христианской церкви с общей епископальной системой. После разделения церкви на католическую и православную, основы епископальной организации обеих церквей остались прежними. В доктринальной сфере обе церкви признают положение о том, что властные полномочия в религиозной организации проистекают не от человека, а от Господа Бога. Это единственный источник церковной власти, которая передается путём снисхождения благодати Святого Духа в таинстве рукоположения. Иисус Христос посвятил в священнический сан двенадцать апостолов, которые, в свою очередь передали благодать епископам, а те — священникам.
Первым христианским богословом, обозначившим общие принципы епископальной организации, был Святой Игнатий Антиохийский, ученик апостолов Петра и Иоанна. Он установил необходимость посвящения в каждый город одного епископа, которому должны подчиняться прочие епископы, возглавляющие христианские общины вне центрального города данной конкретной территории. В период раннего христианства признавались четыре центра апостольской власти: Иерусалим, Антиохия, Александрия и Рим, чьи епископы поддерживали священническое преемство от апостолов Христа. Понятие  апостольского преемства как источника церковной власти и способа сохранения догматов и обрядов в том виде, в каком они проповедовались двенадцатью апостолами, стало одной из центральных доктрин как католической, так и православной церквей, а также иных епископательных конфессий.
Римский епископ (папа), основываясь на учении о своём преемстве от апостола Петра, претендовал на верховенство среди Поместных церквей, что в дальнейшем стало одной из причин Великого раскола 1054 года. В Католической церкви догмат о верховной власти папы римского стал основой формирования строгой иерархии епископов, подчинённых Святому Престолу. Православная церковь придерживается доктрины о верховенстве церковных соборов, сохранив епископальную организацию, подчинённую патриархам Автокефальных церквей.
Современная Католическая церковь придерживается учения что папа римский является викарием Иисуса Христа на Земле, а каждый из епископов — викарием Христа для своей епархии. В Православных церквях принят принцип автокефальности, однако каждая из пятнадцати автокефальных церквей, а также автономные православные церкви, управляются иерархией епископов, подчинённых предстоятелю церкви (обычно, патриарху или митрополиту). В отличие от католичества в православии принята доктрина «соборной иерархии», согласно которой каждая из церквей, а равно и пятнадцать их глав, уподобляются собранию апостолов у трона Христа в «Откровении Иоанна Богослова».

## Епископат в протестантских церквях
Система управления в англиканской церкви также основывается на принципе апостольского преемства епископов Англии от Августина Святого. Сохранив обряд рукоположения, а также систему епископов, подчиненных архиепископу Кентерберийскому и королю Англии, англиканская церковь осталась в организационном плане наиболее близкой римской католической церкви. Те же принципы господствуют в Шведской епископальной церкви, а также в Епископальной церкви США.
Лютеранские церкви Германии, Прибалтики и некоторых других стран, а также Реформатские церкви Франции и Венгрии также основываются на епископальной иерархии, однако в этих церковных деноминациях верховная власть принадлежит синодам.
Пресвитерианская церковь Шотландии, а также реформатские церкви Швейцарии, Нидерландов и Америки отказались от епископальной иерархии и организовываются по принципам пресвитерианской или конгрегационалистской систем церковного управления.